# NBA Europe Live Tour 2007
O NBA Europe Live Tour 2007 foi a segunda edição do NBA Europe Live Tour.
Diferentemente da edição anterior, não foi um torneio, mas sim apenas jogos amistosos.

## Partidas
| 6/10/2007 | Boxscore | Efes Pilsen | 81–84 | Minnesota Timberwolves |  | Abdi İpekçi Arena, Istanbul |  |

| 6/10/2007 | Boxscore | Boston Celtics | 89–85 | Toronto Raptors |  | PalaLottomatica, Rome |  |

| 7/10/2007 | Boxscore | Lottomatica Roma | 87–93 | Toronto Raptors |  | PalaLottomatica, Rome |  |

| 9/10/2007 | Boxscore | Unicaja Málaga | 102–99 | Memphis Grizzlies |  | Palacio José María Martín Carpena, Málaga |  |

| 10/10/2007 | Boxscore | Minnesota Timberwolves | 81–92 | Boston Celtics |  | The O2 Arena, London |  |

| 11/10/2007 | Boxscore | Estudiantes | 73–98 | Memphis Grizzlies |  | Palacio de Deportes, Madrid |  |

| 11/10/2007 | Boxscore | Real Madrid | 104–103 | Toronto Raptors |  | Palacio de Deportes, Madrid |  |

## Pré-Jogos
- As derrotas do Memphis Grizzlies' para o Unicaja Málaga e do Raptors' para o Real Madrid representaram a segunda e a terceira derrota, respectivamente, de equipes da NBA para equipes da ACB, desde a criação do NBA Europe Live Tour, em 2006.
- As derrotas do Memphis Grizzlies' para o Unicaja Málaga e do Raptors' para o Real Madrid representaram a oitava e a nona derrotas de equipes da NBA para equipes da Euroleague desde 1978, que foi quando as equipes da NBA começaram a jogar contra equipes do exterior.
- Apenas o Maccabi Tel Aviv (4 vezes: 1978, 1984 (2 vezes), 2005), a Seleção Soviética (1988), FC Barcelona (2006) e o CSKA Moscow (2006) foram as outras equipes que já haviam derrotado as equipes da NBA.